# 小草鹿村
小草鹿村（おそしかむら）は、愛知県葉栗郡にかつてあった村。葉栗郡東部に存在した。
現在の江南市の北東部（草井町、小杁町、鹿子島町など）に該当する。
村名は、前身となった村名から一文字ずつとった、合成地名である。

## 歴史
- 1889年（明治22年）10月1日 - 草井村、小杁村、鹿子島村が合併し発足。
- 1895年（明治28年）9月30日 - 草井村（2代）と小鹿村（小杁、鹿子島）に分立。小草鹿村は廃止。

## 教育
- 小草鹿学校（現・江南市立草井小学校）